# Australische fluitkikkers
Australische fluitkikkers (Myobatrachidae) zijn een familie van de kikkers. De groep werd voor het eerst wetenschappelijk beschreven door Hermann Schlegel in 1850. Later werd de wetenschappelijke naam Myiobatrachidae gebruikt. Soms wordt de groep onderverdeeld in twee onderfamilies; Limnodynastinae en Myobatrachinae maar dit wordt niet algemeen erkend.
Australische fluitkikkers worden vertegenwoordigd door 89 soorten die verdeeld zijn in 13 geslachten. De naam fluitkikkers is afgeleid van het hoge geluid dat de mannetjes voortbrengen. De groep moet niet verward worden met de fluitkikkers (Leptodactylidae) uit de Nieuwe Wereld.
De soorten komen voor in Australië, Tasmanië en Nieuw-Guinea. Het zijn vrijwel allemaal bodembewoners, sommige soorten graven holletjes. Een aantal soorten kent geen zichtbaar larve-stadium, soorten uit het uitgestorven geslacht Rheobatrachus slikten de eitjes zelfs door, waarna deze zich in de maag ontwikkelden.

## Taxonomie
Familie Myobatrachidae
- Geslacht Arenophryne
- Geslacht Assa
- Geslacht Crinia
- Geslacht Geocrinia
- Geslacht Metacrinia
- Geslacht Mixophyes
- Geslacht Myobatrachus
- Geslacht Paracrinia
- Geslacht Pseudophryne
- † Geslacht Rheobatrachus
- Geslacht Spicospina
- Geslacht Taudactylus
- Geslacht Uperoleia

Allophrynidae · 
Alsodidae · 
Alytidae · 
Aromobatidae · 
Arthroleptidae · 
Myobatrachidae · 
Batrachylidae · 
Blaasoppies · 
Bombinatoridae · 
Boomkikkers · 
Brachycephalidae · 
Calyptocephalellidae · 
Ceratobatrachidae · 
Ceratophryidae · 
Conrauidae · 
Craugastoridae · 
Cycloramphidae · 
Dicroglossidae · 
Echte kikkers · 
Eleutherodactylidae · 
Fluitkikkers · 
Glaskikkers · 
Gouden kikkers · 
Graafkikkers · 
Hemiphractidae · 
Hylodidae · 
Knoflookpadden · 
Limnodynastidae · 
Megophryidae · 
Mexicaanse gravende padden · 
Micrixalidae · 
Microhylidae · 
Nasikabatrachidae · 
Nieuw-Zeelandse oerkikkers · 
Nyctibatrachidae · 
Odontobatrachidae · 
Odontophrynidae · 
Padden · 
Pelodytidae · 
Petropedetidae · 
Phrynobatrachidae · 
Pijlgifkikkers · 
Ptychadenidae · 
Pyxicephalidae · 
Ranixalidae · 
Rhinodermatidae · 
Rietkikkers · 
Scaphiopodidae · 
Schuimnestboomkikkers · 
Seychellenkikkers · 
Spookkikkers · 
Staartkikkers · 
Telmatobiidae · 
Tongloze kikkers